# Marsden Hartley

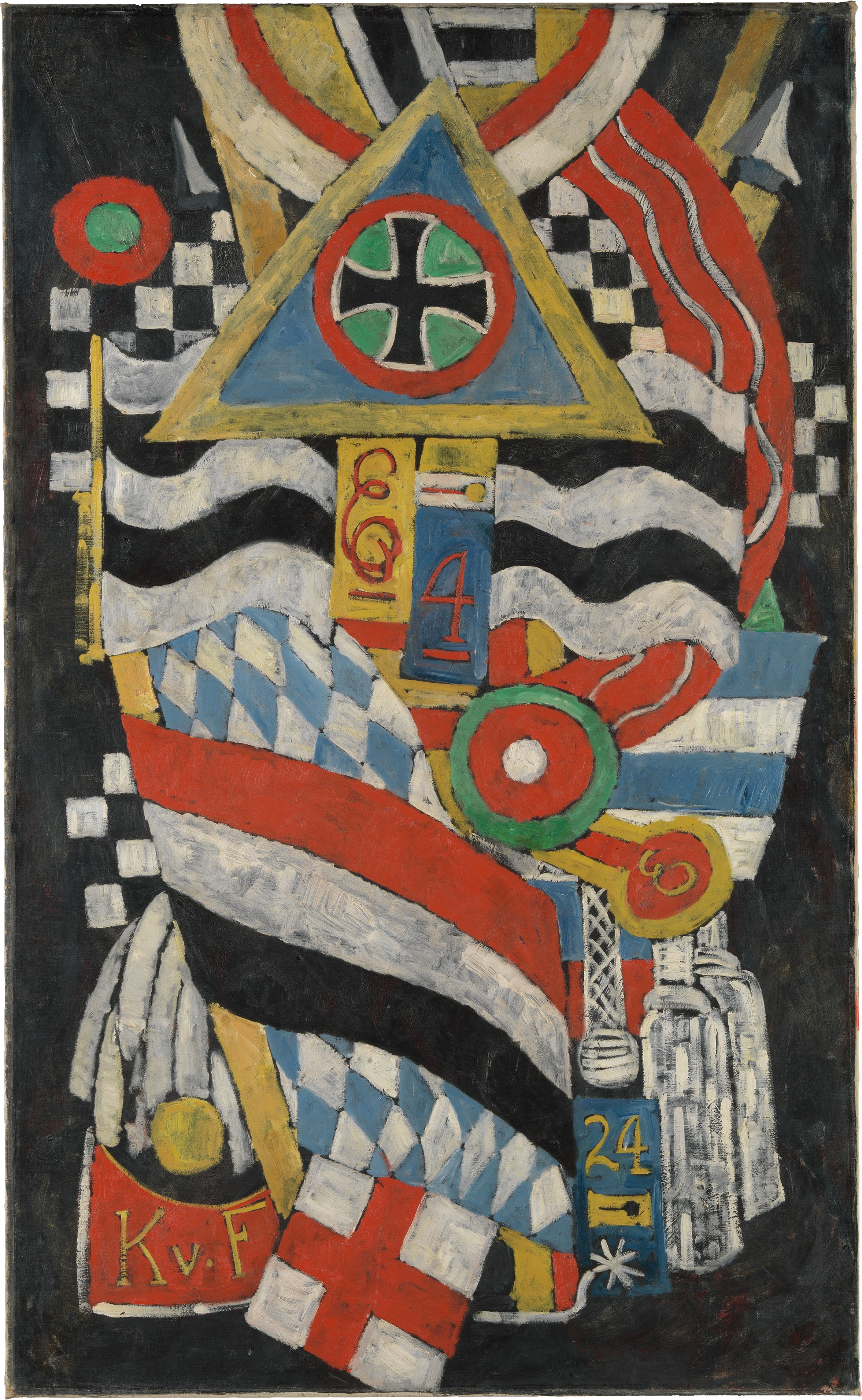
Portrait of a German Officer (1914), Metropolitan Museum of Art, New York

Marsden Hartley (Lewiston (Maine), 4 januari 1877 - Ellsworth (Maine), 2 september 1943) was een Amerikaans kunstschilder en schrijver.
Hartley wordt in de Verenigde Staten beschouwd als een van de wegbereiders van een Amerikaanse moderne schilderkunst in een periode dat moderne kunst nog vooral een Europese aangelegenheid was.
Hij is vooral bekend door een serie portretten van Karl von Freyburg, een Duitse vriend, misschien wel minnaar, gemaakt nadat die als militair was omgekomen in de Eerste Wereldoorlog. Deze werken, waaronder Portrait of a German Officer, ontstonden tijdens een langdurig verblijf in Berlijn en bestaan uit symbolen als militaire onderscheidingen, vlaggen en vaandels, samen met de initialen van de jongeman. Hoewel deze werken onbetwist een hoogtepunt zijn uit het oeuvre van de schilder, werden ze in de VS destijds afgewezen als verheerlijking van het militarisme van vijand Duitsland.
Naast deze welhaast abstracte werken schilderde Hartley ook landschappen, portretten en stillevens, waarin soms, voor de goede verstaander, verwijzingen zitten naar de seksuele geaardheid van de schilder.
Een schilder van de popart die een hommage bracht aan Hartley was Robert Indiana, met The Hartley Elegies, een serie van achttien schilderijen uit 1989-1994.

## Afbeeldingen

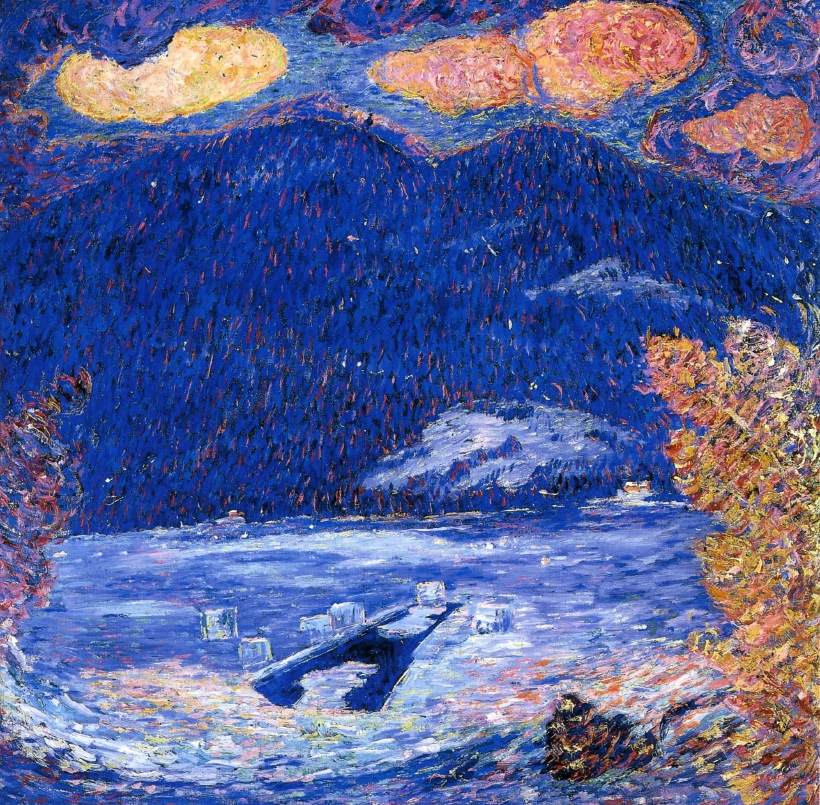
The Ice Hole (1908), New Orleans Museum of Art
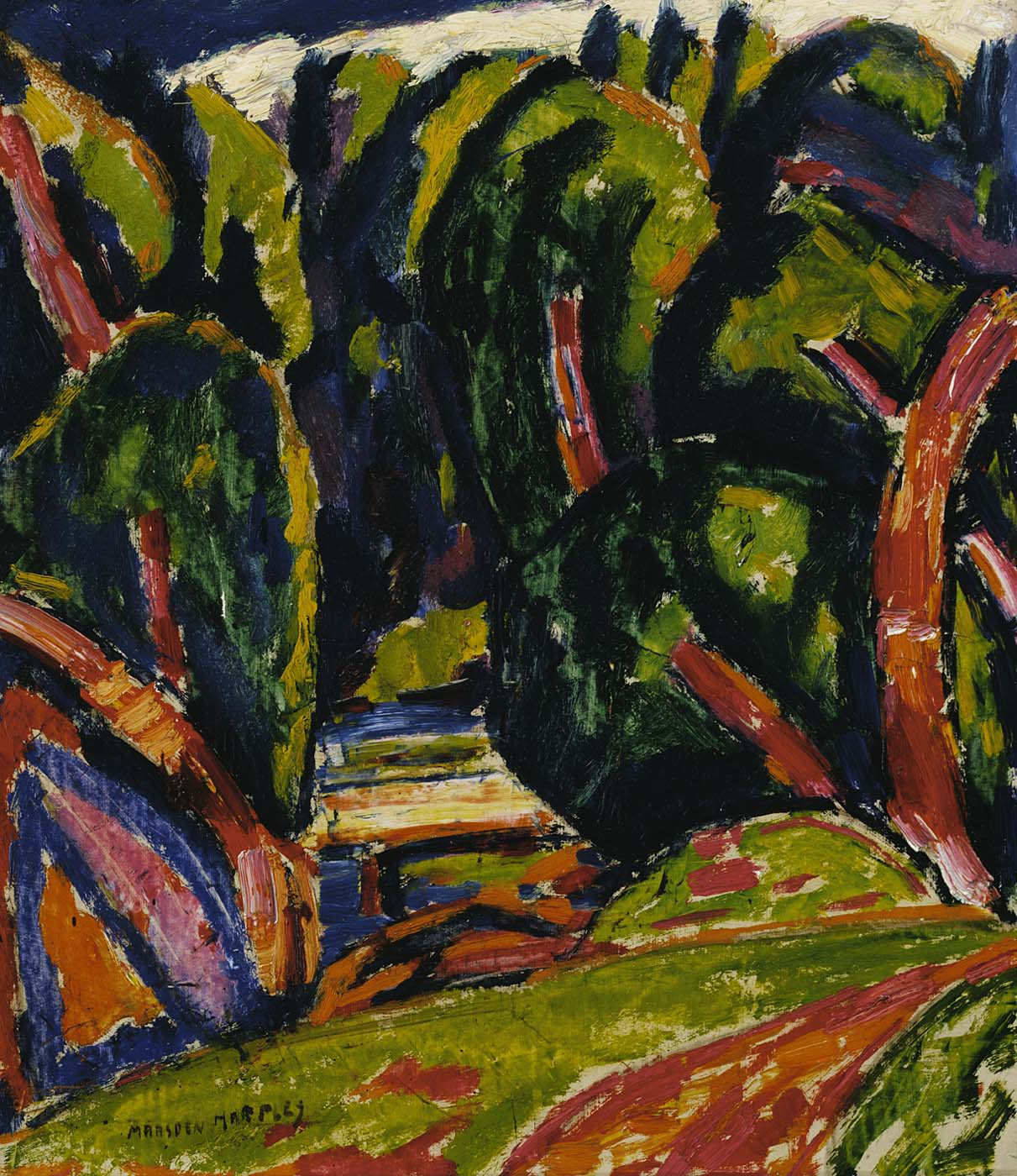
Red tree (1910), Smithsonian American Art Museum, Washington
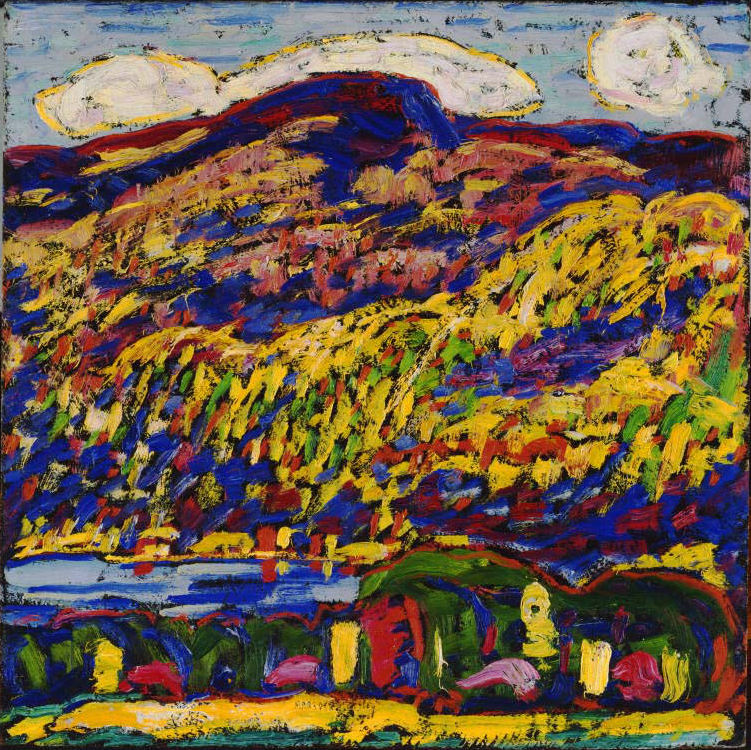
Mountain lake (1910), The Phillips Collection, Washington
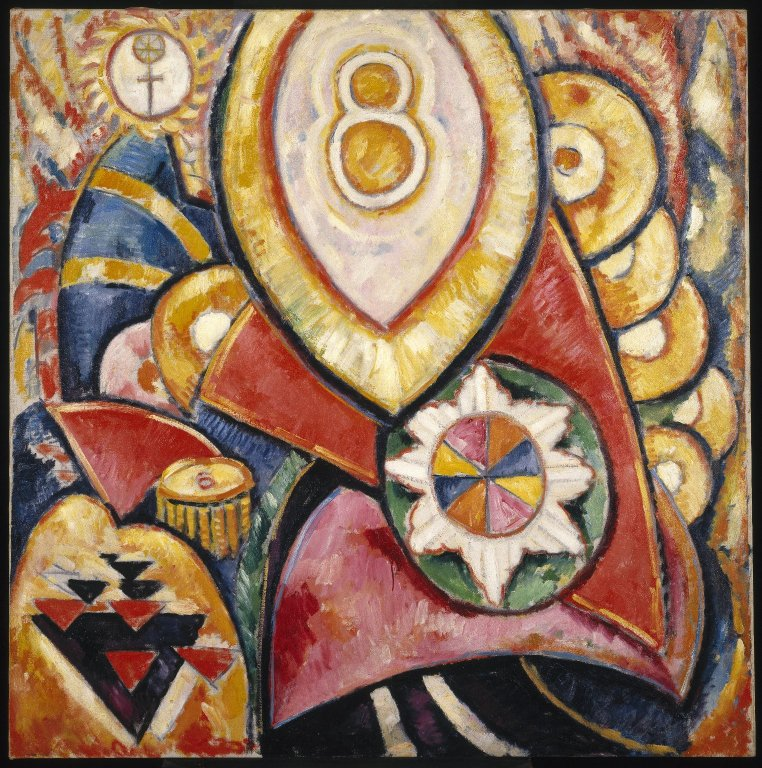
Painting No. 48 (ca. 1913), Brooklyn Museum, New York
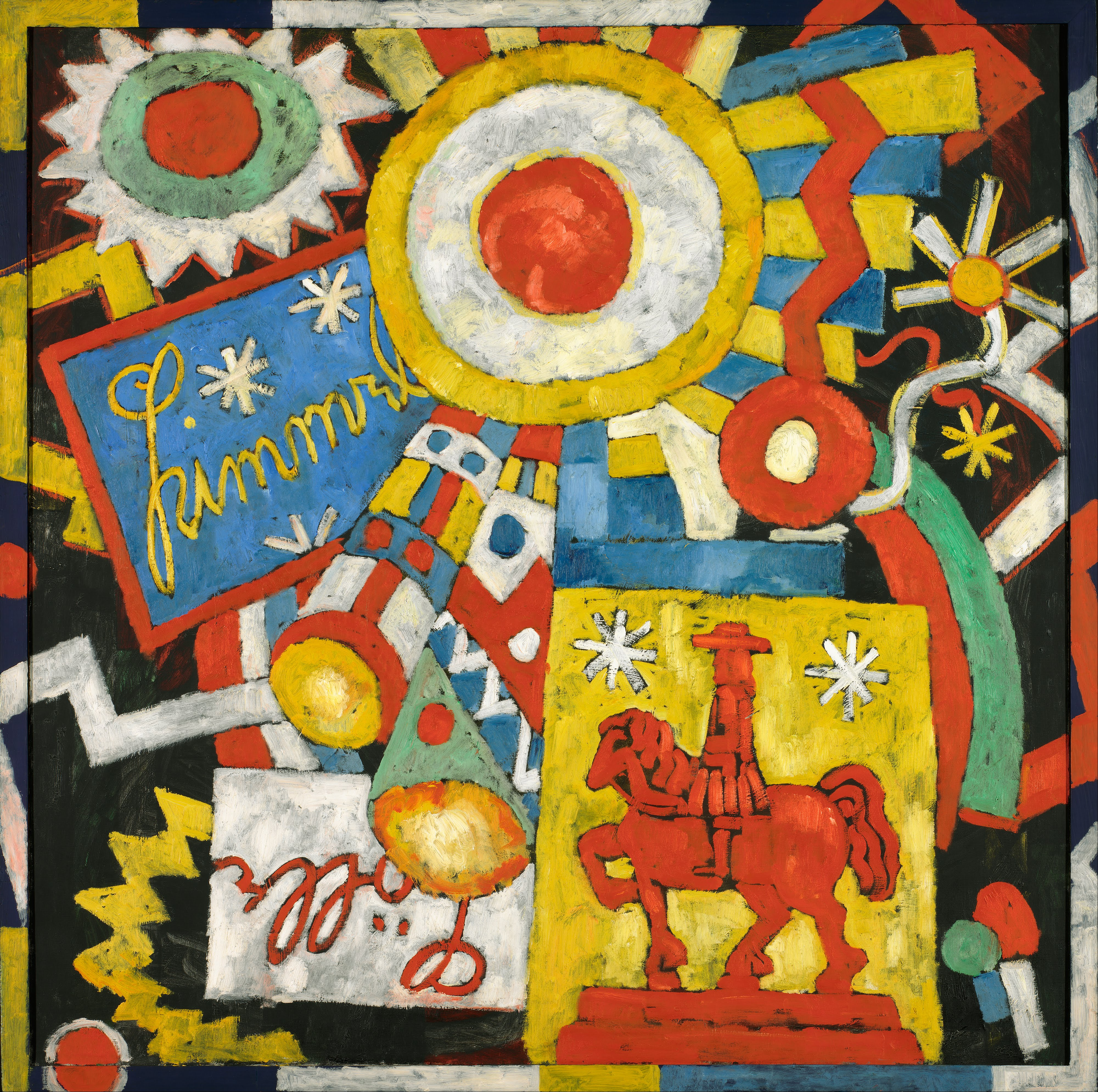
Himmel (ca. 1914-1915), Nelson-Atkins Museum of Art, Kansas City
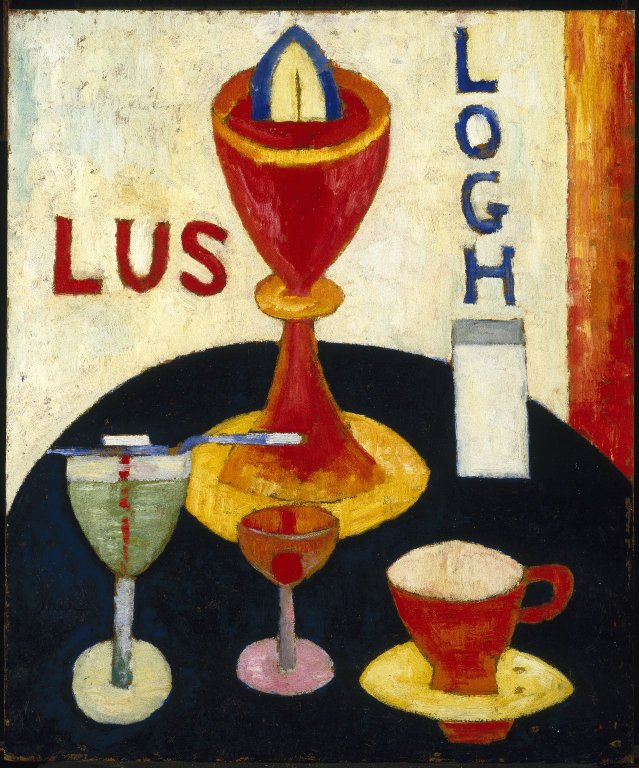
Handsome Drinks (ca. 1916), Brooklyn Museum, New York